# Ikas Coronae
Ikas Coronae est une corona, formation géologique en forme de couronne, située sur la planète Vénus par -40,7° S et 288,6° E. Elle est localisée dans le quadrangle de Themis Regio. Elle a été nommée en référence à Ikase, Terre et déesse mère chez les Algonquins, communautés indiennes situées au Québec et  en Ontario. 

## Géographie et géologie
Ikas Coronae couvre une surface circulaire d'environ 225 km de diamètre. 